# Phanerotoma offensa
Phanerotoma offensa är en stekelart som beskrevs av Papp 1989. Phanerotoma offensa ingår i släktet Phanerotoma och familjen bracksteklar. Inga underarter finns listade i Catalogue of Life.